# 米罗斯瓦夫·瓦利古拉
米罗斯瓦夫·瓦利古拉（波蘭語：Mirosław Waligóra，1970年2月4日—），波兰男子足球运动员，司职前锋。他曾代表波兰国奥队参加1992年夏季奥林匹克运动会足球比赛，获得一枚银牌。